# 白蓮教
白蓮教（びゃくれんきょう）は、中国に南宋代から清代まで存在した宗教。本来は東晋の廬山の慧遠の白蓮社に淵源を持ち、浄土教結社（白蓮宗）であったが、弥勒下生を願う反体制集団へと変貌を遂げた。

## 概要
創始者は南宋孝宗期に天台宗系の慈昭子元だが、当初から国家や既成教団からも異端視されていた。それは、半僧半俗で妻帯の教団幹部により、男女を分けない集会を開いたからだとされる。教義は、唐代三夷教のひとつ明教（マニ教）と弥勒信仰が習合したものといわれる。マニ教は、中国には694年（長寿3年）に伝来し、「摩尼教」ないし「末尼教」と音写され、また教義からは「明教」「二宗教」とも表記された。則天武后は官寺として首都長安城にマニ教寺院の大雲寺を建立している。
元代には、廬山東林寺の普度が『廬山蓮宗宝鑑』10巻を著し、大都に上京して白蓮教義の宣布に努め、布教の公認を勝ち得たが、すぐにまた禁止の憂き目に遭った。元代に、呪術的な信仰と共に、弥勒信仰が混入して変質し、革命思想が強くなり、何度も禁教令を受けた。
元末、政治混乱が大きくなると白蓮教の勢力は拡大し、ついに韓山童を首領とした元に対する大規模な反乱を起こした。これは目印として紅い布を付けた事から紅巾の乱とも呼ばれる。
明の太祖朱元璋も当初は白蓮教徒だったが、元を追い落とし皇帝となると一転して白蓮教を危険視し、これを弾圧した。朱元璋が最初から白蓮教をただ利用する目的だったのか、あるいは最初は本気で信仰していたが皇帝となって変質したのか、真偽のほどは不明である。
清代に入ったころには「白蓮教」という語彙は邪教としてのイメージが強く定着しており、清の行政府は信仰の内容に関わらず、取り締まるべき逸脱した民間宗教結社をまとめて白蓮教と呼んだ。この時代、宗教結社側が自ら「白蓮教」と名乗った例は一例もなく、白蓮教と呼ばれた団体にも白蓮教徒としての自己認識はなかった。邪教として弾圧されることにより白蓮教系宗教結社は秘密結社化し、1796年に勃発した嘉慶白蓮教徒の乱へとつながった。
清代の白蓮教系宗教結社には、長江中流域の民間宗教である八卦教や清茶門教を淵源とする共通の宗教観が見て取れる。根源的な存在である「無生老母」への信仰と、やがてくる「劫」と呼ばれる秩序の破局の際に老母から派遣される救済者によって、覚醒した信者だけが母のもとへ帰還できるという終末思想である。一般的に救済者は弥勒仏とされる場合が多いが、清茶門教系の経典『九連経』では阿弥陀仏になっている。救済者は聖痕を持った人間として地上に転生するとされ、白蓮教徒の乱の際には各団体がそれぞれの救済者を推戴していた。